# 武卡欣·約萬諾維奇
武卡欣·約萬諾維奇（1996年5月17日—）是一位塞爾維亞足球運動員。在場上的位置是中後衛。現時效力於塞浦路斯甲組足球聯賽球隊阿波羅利馬素，曾效力於塞爾維亞足球超級聯賽球隊貝爾格萊德紅星足球俱樂部。他也代表塞爾維亞各級國青隊參賽。

## 榮譽
塞爾維亞
- U20世界盃足球賽：2015